# Пелых, Мария Гавриловна
Мария Гавриловна Пелых (род. 12 февраля 1935) — передовик советского машиностроения, шлифовщица Южного машиностроительного завода Министерства общего машиностроения СССР, город Днепропетровск Днепропетровской области, Герой Социалистического Труда (1976).

## Биография
Родилась в 1935 году в селе Лучки, ныне Кобеляцкого района Полтавской области, в украинской крестьянской семье. В период Великой Отечественной войны проживала в родном селе на оккупированной территории.
В 1954 году трудоустроилась на Южный машиностроительный завод. Сначала работала на разгрузке угля, затем была шлифовщицей, токарем, пришлось трудиться на зубодолбёжных станках в цехе по производству тракторов. По решению руководства, ей приходилось работать в зоне по обслуживанию сразу 19 станков.
Указом Президиума Верховного Совета СССР от 29 марта 1976 года за получение высоких показателей в машиностроение и отличные производственные показатели Марии Гавриловне Пелых было присвоено звание Героя Социалистического Труда с вручением ордена Ленина и медали «Серп и Молот».
Продолжала трудиться на заводе до выхода на заслуженный отдых в 1990 году.
Проживает в городе Днепре.

## Награды
За трудовые успехи была удостоена:
- золотая звезда «Серп и Молот» (29.03.1976)
- Два ордена Ленина (26.04.1971, 29.03.1976)
- другие медали.